# Îles Karimata
Pour le détroit, voir Détroit de Karimata.
Les îles Karimata sont un groupe d'îles indonésiennes au large de la côte occidentale de Bornéo. La plus grande est l'île de Karimata proprement dite, qui a un diamètre de 20 km d'ouest en est.
Administrativement, les îles font partie du kabupaten de Ketapang dans la province de Kalimantan occidental.

## Population
Un petit nombre de villages sont implantés sur la côte, dont le plus important se nomme Padang, à la pointe orientale de l'île de Karimata. Après une grave épidélie de malaria, l'île a dû être repeuplée par des populations originaire de la côte ouest de Kalimantan.

## Biologie
Karimata a une grande variété d'écosystemes, qui vont des mangroves et forêt tropicales humides en basse altitude, aux prairies et broussailles de montagnes aux sommets des montagnes vers 1 000 m d'altitude, un exemple spectaculaire d'effet de massif. La montagne est en granit. Une population significative de Salangane des cavernes, espèce d'oiseau spécifique de la région, a été historiquement une source de nids d'oiseaux pour la soupe de nid d'hirondelle, mais leur population a diminué récemment jusqu'à un niveau proche de l'extinction, à cause de leur surexploitation.
L'île est classée réserve naturelle par le gouvernement indonésien, mais il n'y a pas de gestion proprement dite de l'environnement.